# John J. DeGioia
John J. DeGioia (1957) è un filosofo statunitense, rettore della Università di Georgetown. DeGioia è diventato rettore il 1º luglio 2001..
È il primo rettore laico dell'università e di qualsiasi università gesuita negli Stati Uniti.